# Martinsburg (Ohio)
Martinsburg is een plaats (village) in de Amerikaanse staat Ohio, en valt bestuurlijk gezien onder Knox County.

## Demografie
Bij de volkstelling in 2000 werd het aantal inwoners vastgesteld op 185.
In 2006 is het aantal inwoners door het United States Census Bureau geschat op 188, een stijging van 3 (1,6%).

## Geografie
Volgens het United States Census Bureau beslaat de plaats een oppervlakte van
0,5 km², geheel bestaande uit land. Martinsburg ligt op ongeveer 338 m boven zeeniveau.

## Plaatsen in de nabije omgeving
De onderstaande figuur toont nabijgelegen plaatsen in een straal van 24 km rond Martinsburg.